# Veronica bollonsii
Veronica bollonsii är en grobladsväxtart som beskrevs av Leonard C. Cockayne. Veronica bollonsii ingår i släktet veronikor, och familjen grobladsväxter. Inga underarter finns listade i Catalogue of Life.